# 杜拉拉追婚記
《杜拉拉追婚记》（英語：Go Lala Go 2）（臺灣片名為《追婚日記》），是一部於2015年12月上映的愛情電影。由周渝民、林依晨、陳柏霖領銜主演。臺灣和中國大陸於2015年12月4日上映，香港和澳門則於2015年12月10日上映。

## 劇情簡介
事業是我的，你也是我的！在這個競爭的時代，大家比事業、比感情，還要比誰能順利結婚。33歲，工作甫升遷的杜拉拉（林依晨飾），只輸在沒結婚。然而在工作中，上有惡魔老闆（鄔君梅飾）的無情欺壓，下有貌美下屬沙當當（Nana飾）虎視眈眈，30歲的事業該衝刺還是出走？愛情裡，穩定交往的攝影師男友王偉（周渝民飾）遲遲不求婚，長輩的關切讓兩人爭吵不休，但剛認識的多情“高富帥”陳豐（陳柏霖飾）卻展開猛烈追求...5年的愛情該堅持還是棄守？ 面對職場和情場的四面埋伏，她又該如何抉擇？

## 導演簡介
電影導演安竹間曾擔任廣告創意總監，由於對如何訴說一個好故事有濃厚的興趣，在近年來的不同影像工作中兼任主創、監制、編劇、導演等多項職務。由他所主創的微電影作品，如陳妍希、張孝全的Tide小幸感、陳柏霖、柯震東、林依晨的可愛多「這一刻愛吧！」、多芬的「致閨蜜」…等，這些作品曾獲微電影領域為主之金瞳獎中共20個獎項、大中華區的艾菲獎、廣告長城獎、數位創意金手指獎及全球廣告營銷實效金獎。微電影 「這一刻愛吧」系列，三年間創造了超過 9 億的總點擊。由於過往的工作需時常洞察消費者的心理，安竹間的創作作品善於抓住並刻畫人物內心情緒，其作品往往由小處反映出人物內心的純粹，而引發觀眾沈澱出對人生、情感、和成長路上的思索。
2015年，電影《杜拉拉追婚记》的故事背景與內容，由於導演本人曾擔任外商的高階行銷經理，對杜拉拉職場故事的掌控更加貼近實際職場生活。

## 演員陣容
| 演員姓名 | 角色名稱 | 介紹 |
| 周渝民   | 王偉     | David 熱愛攝影，為了追求夢想，辭職成立自己的工作室，事業正在起步中。與杜拉拉相戀5年，為了追求事業而自認沒有準備好在現階段結婚，兩人因此爭吵不休……                                                               |
| 林依晨   | 杜拉拉   | 33歲的杜拉拉 面對職場愛情的四面楚歌，職場上下夾殺►囂張跋扈的上司／不擇手段求上位的下屬， 情場左右為難►不願意結婚的男朋友／熱烈追求的高富帥，她該如何抉擇？                                                      |
| 陳柏霖   | 陳豐     | Stanley 家境清寒，但靠著自己的聰明靈活的頭腦再加上自身的努力，他在極為年輕時就一手創立自己的事業。 與杜拉拉在工作上認識後一見傾心，立刻展開熱烈的追求，極佳的條件加上充滿侵略性的出擊，讓杜拉拉陷入抉擇的難題…… |

### 其他演員
| 演員姓名                             | 角色名稱 | 介紹 |
| Nana (After School) （配音: 劉美含） | 沙當當   | 敢愛敢恨的新鮮人，鬼靈精怪難以控制，工作求上位不甩你倚老賣老，不會做人到白目的程度，愛情看對眼就敢衝敢追，生猛8年級的愛情，是任性是主動! |
| 李佳航                               | 阿樂     | 曲絡繹的下属，跟随其10年。杜拉拉的职场导师，说话毒舌。                                                                                   |
| 鄔君梅                               | 曲絡繹   | Maggie 杜拉拉的新上司 |
| 邱木翰                               | 林岱育   | 杜拉拉同事。 |
| Tony                                 | 何好德   | Howard |
| 尹航                                 | 小伊     | |
| 梁琛                                 | 梁薇     | |
| 杜鵑                                 | 主持人   | |

### 客串演出
| 演員姓名 | 角色名稱 | 介紹                                                                                                 |
| 杨永聪   | James    | 醫生，邂逅企图跳楼的新娘，最后与其步入礼堂，终成眷属。                                               |
| 陳妍希   | Carrie   | 杜拉拉的好姐妹，曾经想不开，企图想跳楼，最终与曾经邂逅的医生步入礼堂。                               |
| 林柏宏   | 小文     | 患有癌症的新郎，王伟为其拍摄婚纱照时透露夫妻俩将前往南北极蜜月旅行。                                 |
| 孫驍驍   | 小麗     | 与患有癌症的老公拍摄婚纱照，曾经向王伟透露会前往南北极蜜月旅行。最终以孕妇状态出现在王伟个人摄影展。 |

## 電影歌曲
| 曲別   | 歌名                  | 演唱者              | 作詞                   | 作曲                             | 備註                          |
| 宣傳曲 | 姐                    | 田馥甄              | 藍小邪                 | 鄭楠                             | MV連結 （页面存档备份，存于） |
| 主題曲 | 如果我變成一首歌      | 林宥嘉              | 林宥嘉、施人誠、安竹間 | 林宥嘉                           | MV連結 （页面存档备份，存于） |
| 片尾曲 | 為自己而自己          | 周蕙                | 安竹間                 | Kenneth Hirsch、Ronald N. Miller | MV連結 （页面存档备份，存于） |
| 插曲   | 也可以                | 閻奕格              | 安竹間                 | JerryC                           | MV連結 （页面存档备份，存于） |
| 插曲   | 愛不顧身              | 顏志琳 （動力火車） | 張鵬鵬                 | JerryC                           | MV連結 （页面存档备份，存于） |
| 插曲   | Let's Boom!           | 周定緯              | 安竹間                 | 游明勳                           |                               |
| 插曲   | Make You Feel My Love | 林宥嘉              | Bob Dylan              | Bob Dylan                        | MV連結 （页面存档备份，存于） |

## 工作人員
- 監製：
- 製作人：
- 導演：安竹間
- 編劇：苟興妍
- 製作公司：新麗傳媒股份有限公司、福斯國際電視網
- 發行公司：甲上娛樂

## 拍攝場景
台灣 上海 蘇美島

## 票房
台灣方面，首週三天票房為新台幣1666萬元；次週票房累計至新台幣4932萬元；第三週票房累計至新台幣6000萬元；第四週票房累計至新台幣8313萬元；第六週票房累計至新台幣9800萬元。

## 外部連結
- 甲上娛樂的Facebook專頁